# Skanstorget

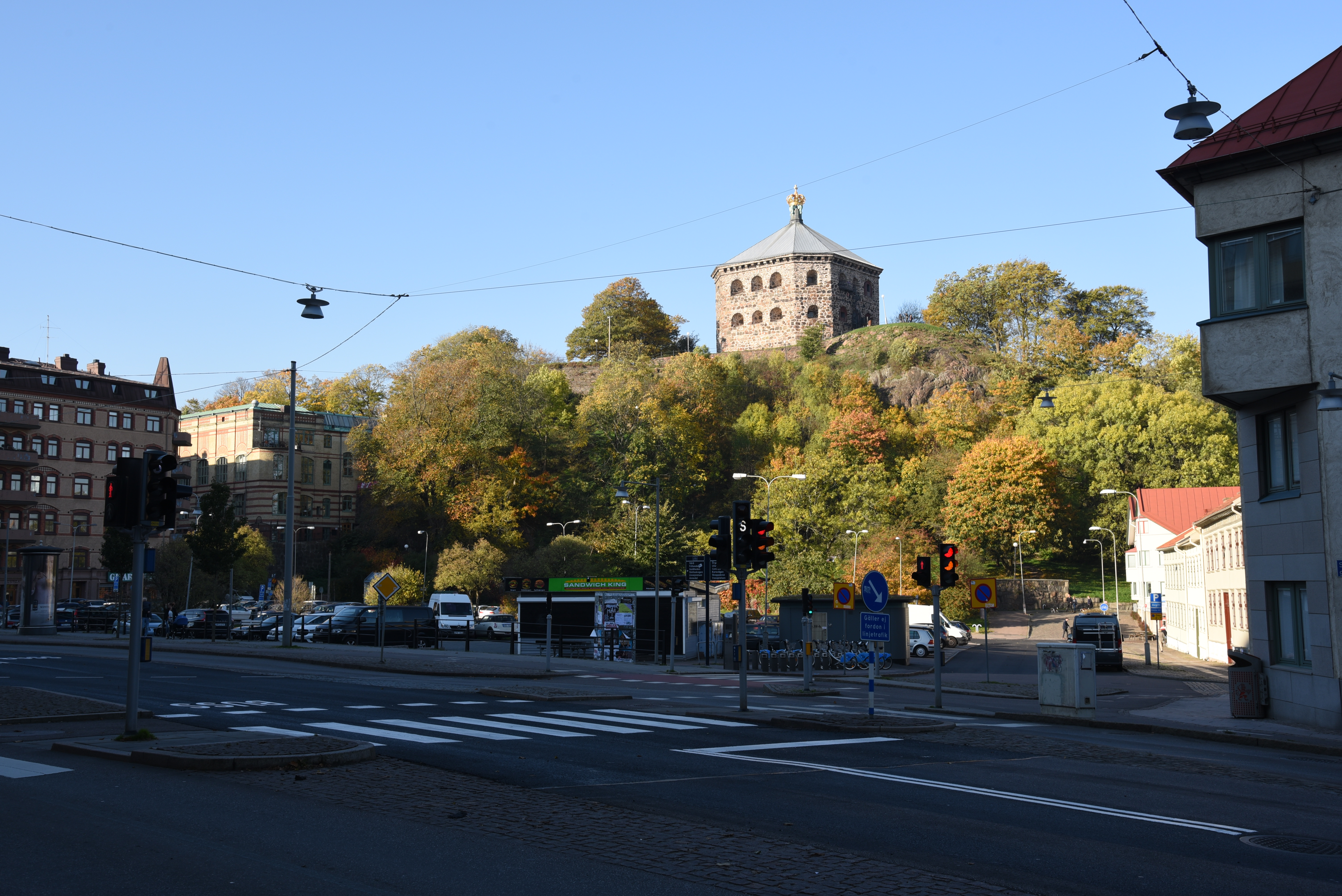
Skanstorget sett från Sprängkullsgatan. På Risåsberget syns Skansen Kronan.

Skanstorget med den rundade saluhallen och Skansen Kronan i bakgrunden. Längst till höger syns Skanstorget 13. Foto av Aron Jonason från 1901 – Bildsamlingen vid Göteborgs stadsmuseum.

Skanstorget ligger i huvudsak i stadsdelen Haga, men tangerar även stadsdelarna Annedal och Kommendantsängen i centrala Göteborg. Torget fick sitt namn 1888, efter närheten till Skansen Kronan (cirka 150 meter väster om) och mäter cirka 95 × 85 meter. 
Skanstorget sträcker sig mellan Sprängkullsgatan 37 och Övre Husargatan 1. År 1895 beskrevs dess placering som; "Skanstorget, öppna platsen öster om Husargatan nedanför Skansen Kronan mellan östra Haga och Annedal". År 1900 uppmättes torget till 4 525 kvadratmeter.

## Historia
Magistraten upplät 1739 ett område öster om Skansen Kronan till furiren Johan Staaf, som började odla tobak där. Men med en grind och ett staket hindrade han hagaborna att ha sina kreatur på ängen. Han dämde även upp bäcken som rann mellan Risåsen och Spekeberget, så att de inte kunde vattna sina djur. Utan tillstånd hade han dessutom utökat sina ägor, exempelvis med den gemensamma Blekebacken som han ockuperat. Magistraten lät nu skicka ut stadsarkitekten Carlberg att tillsammans med byggnadsrådmannen Silvander titta på ängen. Staaf fick nu order om att endast hålla sig på sin mark, men gällande grinden fick hagaborna vända sig till Sävedals tingsrätt då den stod utanför stadens "hank och stör." Men tre år senare gav Staaf upp försöket med tobaksodling och hans finansiärer krävde tillbaka sitt kapital.
Staaf klagade nu över att han var den förste som med egna medel försökte sig på tobaksodling, men sjukdomar, stormväder och andra motgångar hade lagt hinder i vägen. Han ville därför sälja tillbaka marken till staden, och begärde 500 riksdaler. Staden hävdade att Staaf endast fått marken upplåten till sig, och det enda han fick ersättning för var det plank som han låtit uppföra. Andra tog nu över hans mark, kreaturen fick åter ströva fritt och husen i Haga kröp närmare. Men ängen låg i gränsmarker, stadens gräns mot Älvsborgs Kungsladugård hade dragits mellan Risåsen och Spekeberget (Nilssonsberg) och båda parterna upplät mark till små täppor vid ängen. Detta skapade stor oenighet mellan staden och kommendantsämbetet, och vid flera tillfällen drogs frågan inför rätta.

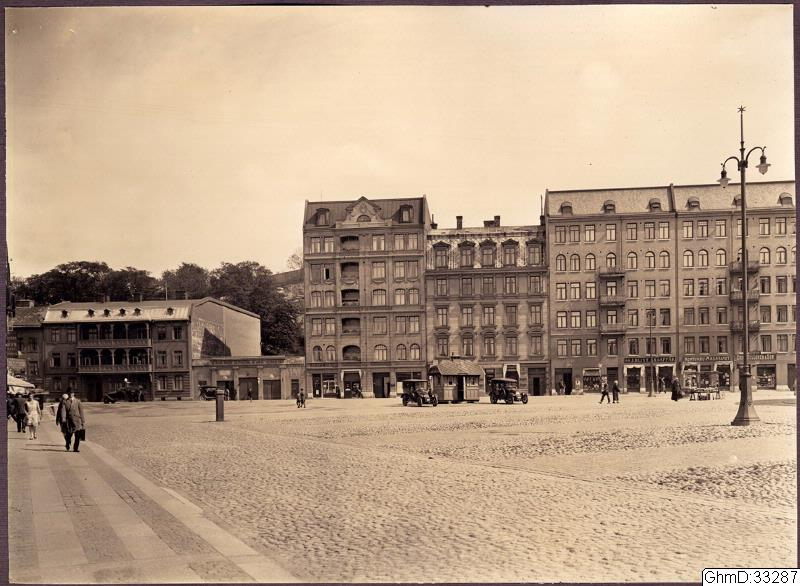
Taxikur på Skanstorget med två parkerade bilar – i fonden husen vid Övre Husargatan 1, 3, 5 och 7. Foto från 1920-talet i Bildsamlingen vid Göteborgs stadsmuseum.

Segelsömmare Martinsson tog över Staafs mark, och därefter Jacob Bygren som var trädgårdsmästare och av staden fick upplåtelse på flera tomter utefter Spekeberget, förutom den stora ängen. Dessa tomter fick beteckningarna Östra Haga 48–51 och Östra Haga 28. Bygren anlade en vacker park kring sitt hus och utefter Husargatan, mot stadsgränsen, planterade han en allé. Fastigheterna såldes 1848 till A. Setterberg, som redan 1852 överlät dem till trädgårdsmästare Åke Nilsson. Därmed bytte Spekeberget namn till Nilssons berg och Östra Haga 28 kom att kallas Nilssons äng.
Området för torget ingick före 1888 i Kommendantsängen. Det mindre området (Östra Haga 28) kallades Nilssons äng, efter trädgårdsmästare Åke Nilsson (1813-1877), inflyttad 1860 till "foten av "Risåsen" (Skansberget). Han sålde 1886 ängen till Göteborgs stad för 112 000 kronor, och 1888 ändrades namnet till Skanstorget.
Vid torgets norra sida - i kvarteret 20 Grenadjären - uppfördes på 1860-talet tvåvånings trähus. Kvarteret 19, väster därom heter Artilleristen och öster därom är kvarteret 21 Sappören. Kvarteret nr 7 på torgets södra sida heter Batteriet.
Genom utdelning ur den Lindbergska fonden, kunde ett större område i torgets nordvästra del och upp mot Skansen Kronan, stå klart 1915. Det var en gräsmatta närmast torget, därefter en lång och hög stenmur med utsvängt bröstvärn samt en trappa. Göteborgs-Tidningen skriver: "Man finner då, att det förr så oländiga området mellan berget och den nuvarande stenbarriären förvandlats till en sakta sluttande, vacker gräsmatta, omgiven av breda sandgångar. På dessa och inom I det nämnda bröstvärnet ha traktens småttingar en behaglig och väl fredad lekplats. Under de senaste vackra veckorna har det varit ett friskt leverne av barnen, som förut för sina lekar varit hänvisade till det farofyllda torget eller de trånga gatorna i Haga och Annedal."
Tage William-Olsson, uttryckte när han tillträdde som stadsplanechef i Göteborg 1943 avsikten att snygga upp Skanstorget som han ansåg vara ”Nordeuropas vackraste torg med Skansen Kronan i fonden”.
I det södra hörnet av Skanstorget och Övre Husargatan, lät direktör Bror Albrektsson 1936 påbörja uppförandet av ett sexvåningshus. På den nedre botten blev det butiker och en biograf med 350 sittplatser och i övrigt omkring 30 lägenheter om 1—3 rum med kök. Biografen hyrdes ut till biografbolaget Centrum. Arkitekt var G.O. Jacobson.
En segsliten tvist och principfråga, huruvida handlanden August Johansson från Örkelljunga skulle få rätt att sälja trädgårdsmöbler på torget, avgjordes 1939. Det var torg- och slakthusstyrelsen som satte sig emot, men Johansson överklagade och vann.
Skanstorget nämns i Kent Anderssons Balladen om brödupproret.

### Skanstorgshallen
Skanstorget blev salutorg 1896, belades med kullersten och gångbanor av tuktad sten, och här uppfördes 1898 en cirkelformad saluhall med 23 bodar mitt på torget som fick namnet "Spottkoppen" i folkmun. Beslut om att hallen skulle rivas, togs vid årsskiftet 1940–41, och under det senare året revs hallen..